# Sandtrolden (film)
Sandtrolden (originaltitel Five Children and It) er en film fra 2004 baseret på bogen af samme navn skrevet af Edith Nesbit, filmen er instrueret af John Stephenson. I filmen ses Freddie Highmore, Zoë Wanamaker, Kenneth Branagh og Eddie Izzard som stemme til Sandtrolden

## Handling
De fem børn Cyril, Robert, Anthea, Jane, og Lamb sendes ud på landet for at bo sammen med deres vanvittige onkel under krigen. Der er ikke så meget at lave indtil de møder sandtrolden, et underligt grønt væsen, der kan opfylde ønsker – med uventede konsekvenser.

## Medvirkende
- Kenneth Branagh som Albert
- Zoë Wanamaker som Martha
- Freddie Highmore som Robert
- Jonathan Bailey som Cyril
- Jessica Claridge som Anthea
- Poppy Rogers som Jane
- Alec Muggleton som Lamb
- Zak Muggleton som Lamb
- Tara Fitzgerald som Mor
- Alex Jennings som Far
- Eddie Izzard som Sandtrolden